# Ceratostylis evrardii
Ceratostylis evrardii là một loài thực vật có hoa trong họ Lan. Loài này được Gagnep. mô tả khoa học đầu tiên năm 1932.